# Portable.NET
Portable.NET est un logiciel libre de compilation et de machine virtuelle compatible avec les spécifications définies dans la Common Language Infrastructure (CLI) et maintenu par le projet GNU.
Portable.NET est une branche du projet DotGNU. La dernière version 0.8.0 est sortie le 20 mars 2007.
Il fonctionne sur différents systèmes :
- système d'exploitation : GNU/Linux, FreeBSD, NetBSD, Solaris, OS X et Microsoft Windows ;
- microprocesseur : x86, PPC, ARM, Sparc, s390, Alpha, IA-64 et PA-RISC.

Les bibliothèques graphiques déjà implémentées partiellement sont :
- System.Windows.Forms ;
- System.Drawing (basé sur GDI).